# Château Saint-Georges (Côte Pavie)
Ne doit pas être confondu avec Château Saint-Georges (Gironde).
Pour les articles homonymes, voir Château de Saint-Georges.
 (juillet 2022).
Si vous disposez d'ouvrages ou d'articles de référence ou si vous connaissez des sites web de qualité traitant du thème abordé ici, merci de compléter l'article en donnant les références utiles à sa vérifiabilité et en les liant à la section « Notes et références ».

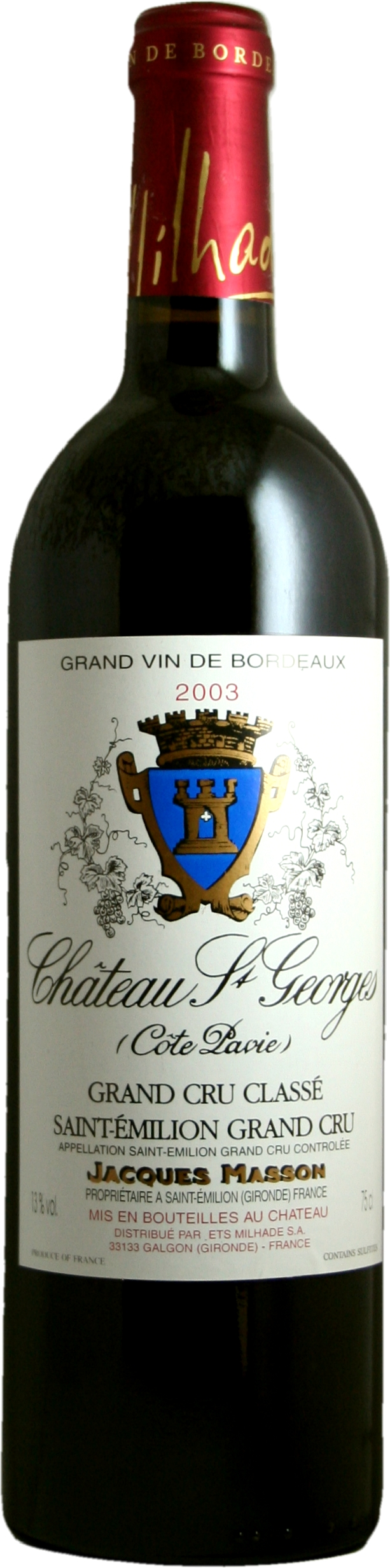
Château Saint-Georges (Côte Pavie).

Le château Saint-Georges (Côte Pavie) est une petite propriété d’un peu plus de 5 ha située sur le coteau argilo-calcaire de Pavie, entre le château Pavie et le château La Gaffelière. Sa production est représentative de l’appellation saint-émilion. En appellation saint-émilion grand cru, il est classé grand cru classé dans les derniers classements des vins de Saint-Émilion de 2006.

## Histoire du domaine

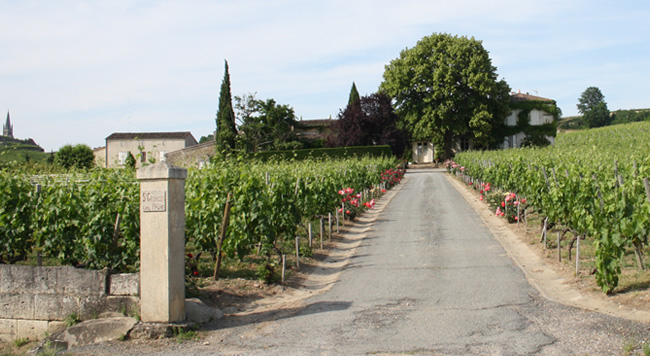
Château Saint-Georges (Côte Pavie).

À moins de 100 mètres de la propriété, sur le site du Palat ont été mises au jour des mosaïques attestant la présence au IIIe ou IVe siècle d’une villa gallo-romaine dont le domaine devait s’étendre sur tout le versant sud-ouest de Saint-Émilion. Le poète bordelais Ausone qui, avant d’être le second personnage de l'Empire romain, fut un vigneron avisé, en était peut-être le propriétaire.
Au Moyen Âge, le site est constitué d’un fief dépendant de l'abbaye de La Sauve-Majeure. Il prend le nom de Saint-Georges, vocable emprunté à la paroisse qui y a été érigée.
Au XVIIe siècle l’illustre famille de Grailly devient propriétaire de Saint-Georges. Dans les années 1760, Joseph de Grailly exploite les 5 ha actuels de vignes. Il crée la marque Grailly Saint-Émilion.
Depuis 1873, Saint-Georges Côte Pavie appartient à la même famille. À l’origine, Jules Charoulet, natif d’Argentat en Corrèze, est négociant en vin depuis 1857 ; au lendemain de la guerre de 1870, il s’établit à Saint-Émilion où il acquiert différentes propriétés dont Saint-Georges Côte Pavie. Son fils Adolphe Charoulet lui succède comme négociant.

## Terroir
Composé à 80 % de merlots et à 20 % de cabernets francs. Sa moyenne d’âge est de 25 ans.
Au niveau tant de la culture que de la vinification et de l’élevage tout est décidé en fonction de la qualité.
Avant enherbement, le sol, privé d’engrais depuis années, est travaillé en profondeur pour en extraire toute la richesse. Aux beaux jours vendanges vertes (deux passages) et effeuillages permettent à la fois de maîtriser le rendement (moins de 40 ha en 2008 et 2009) et aux raisins laissés sur pieds de profiter pleinement de l’ensoleillement.

## Vinification et élevage
C’est donc à partir d’une vendange saine et homogène que sont élaborés avec le plus grand soin des vins à l’image de la terre qui les produit. Après fermentation et macération (3 à 4 semaines) en cuves inox thermorégulées, le vin est mis en barriques dont au moins 50 % neuves. La fermentation malolactique est faite en barriques. L’élevage dans des chais climatisés et ventilé qui viennent de faire l’objet de travaux importants dure environ 18 mois. Tous les trois mois les vins sont soutirés.
Une équipe particulièrement qualifiée se réunit au moment de l’assemblage pour décider si tous les lots méritent le label grand cru classé ou si certains, légèrement inférieurs sur le plan qualitatif, doivent être labellisés en « Côte Madeleine », second vin de la propriété.
La mise en bouteille se situe en moyenne vingt mois après la récolte. Le château Saint-Georges Côte de Pavie réserve la totalité de sa production au négoce bordelais.

## Fiche technique
- Vignoble de coteaux de 5,5 ha
- Propriétaire: Famille Masson
- Œnologue : Gilles Pauquet
- Sol argilo-calcaire
- Sur les coteaux sud du village médiéval de Saint-Émilion (classé par l’UNESCO) entre les châteaux Pavie et La Gaffelière
- Premier effeuillage côté soleil levant à la fin juin, second effeuillage côté soleil couchant à la mi-août. Vendanges vertes
- Vendanges manuelles
- Âge moyen : 30 ans
- Production annuelle : 54 000 bouteilles
- 85 % Merlot, 11 % Cabernet Sauvignon, 4 % Cabernet Franc
- Vinification traditionnelle en cuves inox thermorégulées
- Macération pelliculaire de 15-20 jours à 25-28 °C
- Élevage en barriques (50 % chêne neuf)
- Collage au blanc d’œufs
- Second vin : Côte Madeleine (quantités fonction de la qualité du millésime)

## Le vin
- Robe : rouge obscur
- Nez : épices, moka, torréfié, fruits rouges
- Bouche : attaque vive, arômes puissants de cassis, confiture de cerise, prunes. Tanins prononcés, fins et mûrs
- Garde : excellente
- Accords : viande rouge, gibiers, agneau, fromages